# Schloss Mlýnce

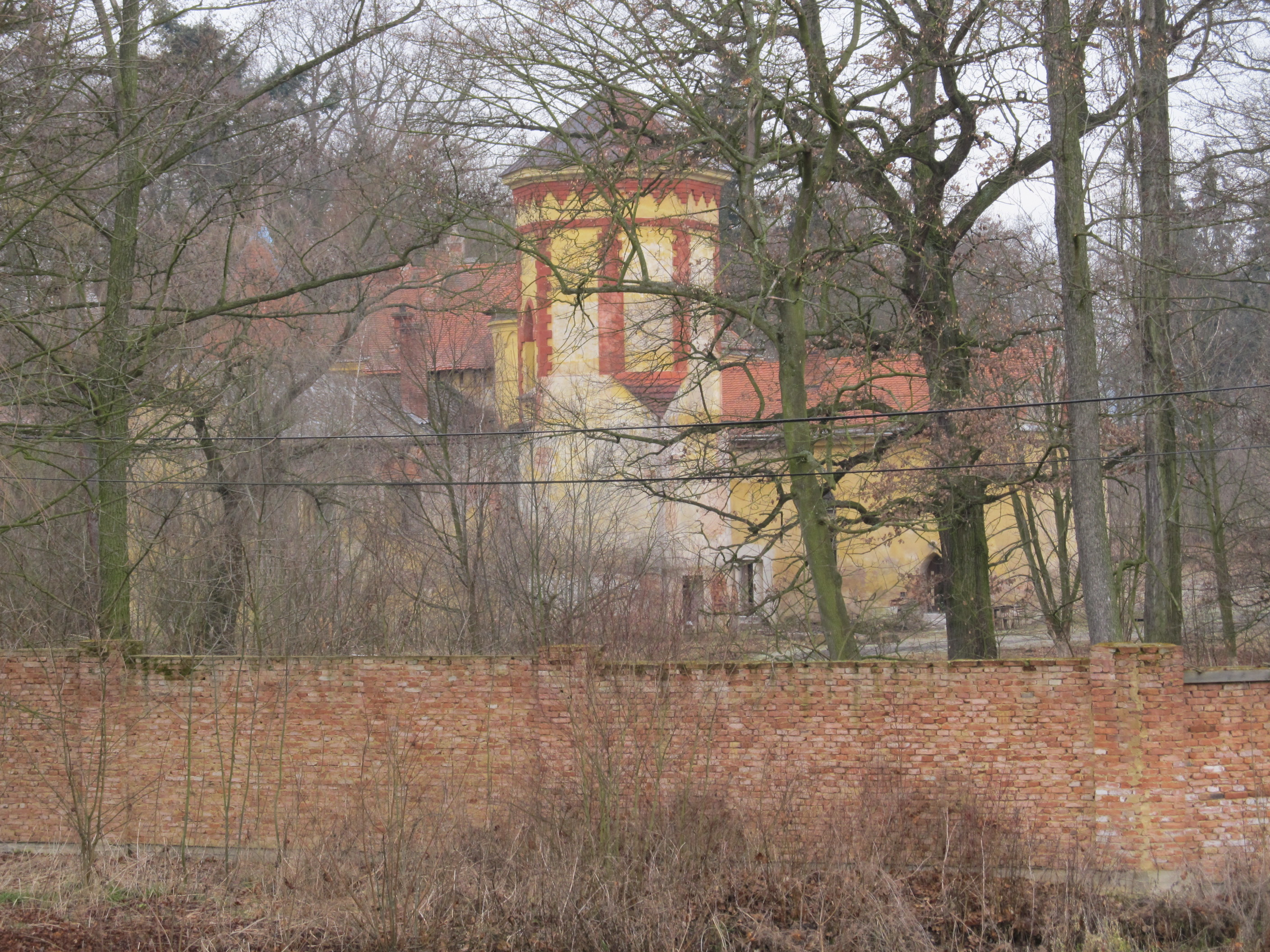
Schloss Mlýnce, von Osten

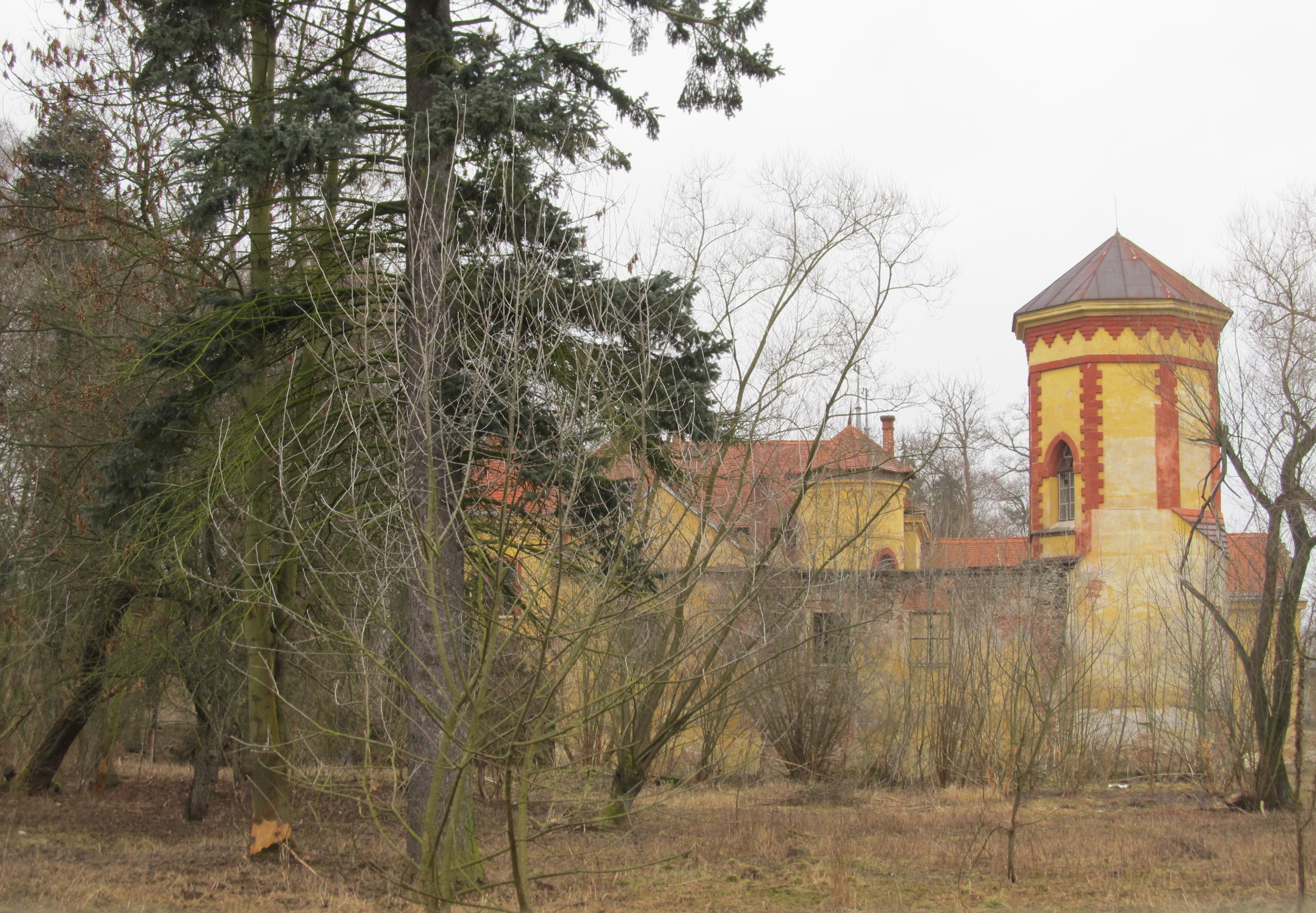
Schloss Mlýnce, von Westen

Das Schloss Mlýnce (deutsch Linz, älter auch Lünz) ist ein neogotischer Bau im Ortsteil Mlýnce (Linz) der Stadt Vroutek (Rudig) in Tschechien. Es ist nicht öffentlich zugänglich.

## Lage
Das von einem weitläufigen Park umgebene Schloss befindet sich südwestlich des gleichnamigen Dorfes am rechten Ufer des Mlýnecký potok (Filirschbach). Südlich erhebt sich der K Vescům (Hachtenhübel; 449 m n.m.) mit dem Aussichtsturm Vochlice.

## Geschichte
In Mlýnce ist seit 1375 ein Vladikensitz nachweislich. Die älteste Erwähnung einer Feste erfolgte 1603, als Wenzel Harant von Kořen das Gut Mlýnce erbte. 1614 erwarben die Herren Stampach von Stampach das Gut. Ab 1652 gehörte es dem Familienzweig der Freiherren Kager von Stampach; diese erweiterten den Besitz bis zum Beginn des 18. Jahrhunderts um die Güter Widhostitz, Lust und Drahenz. Nach 1733 ließ der Saazer Kreishauptmann Wenzel Kager von Stampach anstelle der alten Feste ein Barockschloss errichten. Er vergrößerte die
Herrschaft Linz 1756 noch um das Gut Leschkau mit den Meierhöfen Przibenz und Mokotill. Der nachfolgende Besitzer, der General Karl Kager von Stampach, erhob 1761 den Besitz zu einem Majorat.
1765 erbte dessen Neffe Franz Wenzel Reichsgraf Kager von Stampach das Fideikommissgut Linz mit den Dörfern Linz, Lust, Widhostitz, Mokotill, Przibenz, Leschkau, Wes und dem einschichtigen Neuhof. Mit dem Tode von Johann Reichsgraf Kager von Stampach erlosch 1830 der Familienzweig der Kager von Stampach im Mannesstamme; Fideikommisserbin wurde dessen Schwester Maria, verheiratete Pachta von Rayhofen. Nachdem auch der neugebildete Familienzweig Pachta von Stampach ohne männliche Nachkommen geblieben war, wurde das Majorat der Grafen Kager von Stampach aufgehoben und die Herrschaft Lünz 1852 an die Unternehmer Johann Baptist Riedl von Riedenstein und Johann Anton von Starck veräußert. 1855 erwarb Riedl auch den Starckschen Anteil. Seine Erben verkauften die Gutsherrschaft 1868 an Josephine Baernreither.
Zwischen 1883 und 1889 ließen Joseph Maria, Alphons Maria und Georg Maria Baernreither anstelle des alten Barockschlosses ein vierflügliges eingeschossiges Bauwerk in einem romantischen neogotischen Stil mit zwei markanten Ecktürmen, einem rechteckigen Innenhof mit überdachten Laubengängen sowie der Schlosskapelle zur hl. Dreifaltigkeit als westlichem Anbau errichten. An den gegenüberliegenden Hofecken entstanden überdachte Treppen. In das Mansarddach wurden Dacherker mit Stufengiebel eingelassen. Um das Schloss ließ die Familie Baernreither einen Landschaftspark anlegen. Auch das nahe liegende Schloss Lust wurde durch Familie Baernreither neugestaltet.
Im Schloss befanden sich eine große Waffensammlung, eine Sammlung archäologischer Fundstücke aus der Gegend sowie eine reichhaltige Bibliothek.
Nach dem Zweiten Weltkrieg wurde das Schloss verstaatlicht. Ab 1950 diente es dem Staatsgut Lubenec als Büro, Wohnhaus und Kantine, zugleich wurde es dem Verfall preisgegeben. 1964 wurde das Schloss zum Kulturdenkmal erklärt.
Nach dem Brand von 1967 wurde ein Flügel abgerissen; seitdem ist der nordöstliche Eckturm freistehend. Erneuert wurde nur der Bereich, in dem sich die Küche und Kantine befand.
Heute befindet sich das Schloss im Besitz einer Prager Gesellschaft und wird seit Beginn des 21. Jahrhunderts sukzessive rekonstruiert.

## Schlosspark
Umgeben wurde das Schloss von einem Landschaftspark mit einem Springbrunnen und einem kreisrunden Teich an der Nordseite. Die Zufahrt erfolgte von Norden durch eine Kastanienallee, deren Äste während der Belaubung ein dicht geschlossenes Dach bildeten und zu deren Seiten Obst- und Gemüsegärten angelegt waren. Die Südseite des Parks war mit gusseisernen Pergolengängen mit Kletterrosen, Blumengruppen, Zierbäumen und einem Lawn Tennisplatz gestaltet. Im östlichen Teil mit dem Ausgang zum Dorf standen hohe Kastanienbäume. Das Gärtnerhaus, die Stallungen und der Wagenschuppen im westlichen Teil des Parks lagen teils versteckt hinter Laub- und Nadelgehölzen. Vom Park führten Promenadenwege zum Aussichtsturm Vochlice auf dem Hachtenhübel, dem höchsten Punkt des sich südlich an den Schlosspark anschließenden Waldstreifens.
In der zweiten Hälfte des 20. Jahrhunderts verwilderte der Park.